# Françoise de Stael (mannequin)
Ne pas confondre avec Françoise de Staël (peintre 1925-2012)
Françoise de Stael, née en décembre 1931, est un mannequin français.

## Biographie
Françoise de Stael commence le mannequinat au début des années 1950 pour Patou et Givenchy. Elle arrête cette profession pour s'occuper de sa famille pendant plusieurs décennies.
Elle revient sur le devant de la scène avec une publicité télévisée pour Hépar. Dans le contexte d'un nouvel intérêt pour les mannequins seniors au début des années 2000,,, elle fait à nouveau des défilés pour John Galliano et les accessoires d'Hermès. Elle fait partie de l'agence Masters.